# Conoide del Nure e Bosco di Fornace vecchia
Conoide del Nure e Bosco di Fornace vecchia este o arie protejată (arie specială de conservare — SAC, sit de importanță comunitară — SCI, arie de protecție specială avifaunistică — SPA) din Italia întinsă pe o suprafață de 580 ha, integral pe uscat.

## Localizare
Centrul sitului Conoide del Nure e Bosco di Fornace vecchia este situat la coordonatele 44°55′13″N 9°41′57″E / 44.920278°N 9.699167°E.

## Înființare
Situl Conoide del Nure e Bosco di Fornace vecchia a fost declarat sit de importanță comunitară în iulie 2002 pentru a proteja 26 de specii de animale. Alte tipuri de protecție:
- arie de protecție specială avifaunistică (în februarie 2004)[3]
- arie specială de conservare (în martie 2019)[2][4][5]

## Biodiversitate
Situată în ecoregiunea continentală, aria protejată conține 6 habitate naturale: Pajiști uscate seminaturale și facies de acoperire cu tufișuri pe substraturi calcaroase (Festuco-Brometalia) (* situri importante pentru orhidee), Ape puternic oligomezotrofe cu vegetație bentonică cu Chara spp., Râuri cu maluri nămoloase cu vegetație de Chenopodion rubri p.p. și Bidention p.p., Păduri ilirice de stejar și carpen (Erythronio-Carpinion), Galerii de Salix alba și de Populus alba, Râuri de munte și vegetația lor lemnoasă cu Salix elaeagnos.
La baza desemnării sitului se află mai multe specii protejate:
- păsări (19): fluierar de munte (Actitis hypoleucos), ciocârlie-de-câmp (Alauda arvensis), pescăruș albastru (Alcedo atthis), fâsă-de-câmp (Anthus campestris), ciuf-de-pădure (Asio otus), pasărea ogorului (Burhinus oedicnemus), ciocârlie-cu-degete-scurte (Calandrella brachydactyla), caprimulg (Caprimulgus europaeus),  prundaș gulerat mic (Charadrius dubius), egretă mică (Egretta garzetta), șoim călător (Falco peregrinus), șoimul rândunelelor (Falco subbuteo), ciocârlan (Galerida cristata), sfrâncioc roșiatic (Lanius collurio), prigoare (Merops apiaster), pietrar sur (Oenanthe oenanthe), lăstun de mal (Riparia riparia), turturică (Streptopelia turtur), pupăză (Upupa epops)
- mamifere (1): liliac cu urechi de șoarece (Myotis blythii)
- nevertebrate (3): croitorul mare al stejarului (Cerambyx cerdo), rădașcă (Lucanus cervus), Ophiogomphus cecilia
- pești (3): Barbus plebejus, Cobitis bilineata, Telestes muticellus

Pe lângă speciile protejate, pe teritoriul sitului au mai fost identificate 6 specii de plante, 4 specii de amfibieni, 5 specii de mamifere, 1 specie de nevertebrate, 6 specii de reptile.